# Palettes
Pour les articles homonymes, voir palette.
Palettes est une émission de télévision française traitant de la peinture, réalisée par Alain Jaubert et diffusée sur La Sept puis Arte, en coproduction avec FR3/Océaniques.

## Descriptif
La série compte plus de 45 numéros produits de 1988 à 2003, édités sur support DVD ou téléchargeables. Chaque émission, d'une durée moyenne de 26 minutes, se concentre sur une seule œuvre, à travers un canevas qui ne varie que pour mieux s’adapter au sujet, par une suite de parcours complexe (biographie d'artistes, histoire politique événementielle, religieuse ou culturelle, milieux techniques d'époque, catalogue d'œuvres similaires ou du même auteur, modélisation…). Elle propose de découvrir une description précise et une analyse cultivée du tableau, de sa matière aux pinceaux utilisés, du contexte dans lequel l'œuvre a été peinte aux personnages qu'elle met en scène. La série était, selon les critères de sa société de production homonyme « Palettes », une introduction globale à une histoire de l’art, souvent réservée jusqu'alors aux seuls spécialistes de la recherche, par une tentative originale de compréhension de la genèse, de la composition et de la signification d'un choix significatif d'œuvres, sans prétendre épuiser son irréductible mystère.
La voix off (du comédien Marcel Cuvelier) permet aux yeux de voir ce que les oreilles entendent. Alain Jaubert n'apparaît jamais à l'écran. Le son et l’image se correspondent : lorsque Alain Jaubert parle de signature, celle-ci s’agrandit pour se placer au centre du cadre. De même, lorsqu’il décrit des éléments picturaux particuliers, ils sont mis simultanément en valeur.
La série, développée par la chaîne La Sept, devenue Arte, est soutenue par de grandes institutions culturelles telles que les musées d'Orsay ou du Louvre mais aussi le Centre Pompidou.

## Détail des émissions
- Les Figures de l'excès. Three figures in a room (1964). Trois personnages dans une pièce de Francis Bacon (Dublin, 1909 - Madrid, 1992). Musée national d'art moderne. Centre Georges-Pompidou, Paris (1996), 30 min, 9 janvier 1997 (Arte)
- Le Mimosa mimétique, Pierre Bonnard (Fontenay-aux-Roses, 1867 - Le Cannet, 1947). L'atelier au mimosa (1939 -1946). Musée National d'art moderne. Centre Georges-Pompidou, Paris (1998), 30 min, 4 décembre 98 (Arte) (édité en 2000)
- Anges et Bourreaux. Cycle de Saint Matthieu (1599 - 1602) de Michelangelo Merisi dit Le Caravage [vers 1571 - 1610]. Chapelle Contarelli Saint-Louis des Français - Rome (1998), 30 min, 2 octobre 98 (Arte) (édité en 2000)
- Cézanne : la violence du motif, la Montagne Sainte-Victoire (1885-1887) (1989), 27 min, 2 septembre 2000 (Histoire) (édité en 1995)
- La Saveur de l'immobile. La Raie (1728) de Jean Siméon Chardin, Paris (1699-1779). Musée du Louvre (1991), 29 min, 12 février 99 (Arte) et 17 août 2000 (Histoire) (édité en 1992)
- La Place du mort. Un enterrement à Ornans (1849) de Gustave Courbet (1819 - 1877) (1996), 30 min, 18 avril 1996 (Arte) et 7 septembre 98 (Histoire) (édité en 1999)
- La Dame à la licorne. Le sens des sens (1996), 30 min, 3 avril 1997 (Arte) (édité en 1997)
- Une révolution à l'antique. Les Sabines (1799) de Jacques-Louis David [Paris, 1748 - Bruxelles, 1825] Musée du Louvre, Paris (1996), 30 min, 6 mars 1997 et 25 décembre 1998 (Arte)
- Le 28 juillet 1830 La Liberté guidant le peuple d'Eugène Delacroix, 30 min, (Arte) 3 janvier 1990 (La Sept) (édité en 1992)
- Le Temps spirale. Nu descendant un escalier (1912) de Marcel Duchamp (Blainville, 1887 - Neuilly sur Seine, 1968). Philadelphia Museum of Art (1993), 31 min, 20 novembre 1994, 29 janvier 1999 (Arte) et 27 août 2000 (Histoire) (édité en 1994)
- Euphronios a peint. Cratère d'Héraclès et Antée (VIe siècle avant J.C.). Avec Pascal Vimenet (1991), 30 min, 23 octobre 1994 (Arte) et 12 août 2000 (Histoire) (édité en 1992)
- Le Dernier regard. L'Européenne. Portrait du Fayoum (vers 117 - 138 Règne d'Hadrien) (1998), 30 min, 6 novembre 1998 (Arte) (édité en 1998)t (1993), 25 min, 6 novembre 1994 (Arte) et 30 août 2000 (Histoire) (édité en 1993)
- L'Amour dans les plis. Le verrou (vers 1775-1777) de Jean Honoré Fragonard (Grasse 1732 - Paris, 1806). Musée du Louvre, Paris. (1991), 30 min, 20 juin 1995, 19 février 1999 (Arte) et 18 août 2000 (Histoire) (édité en 1992)
- La Lettre, la Flèche et le Balai de Francisco de Goya y Lucientes (Fuendetodos 1746 - Bordeaux 1828). Les Jeunes (vers 1812 - 1814). Les Vieilles (vers 1808 -1810) (1991), 30 min, 23 octobre 1998 (Arte) et 20 août 2000 (Histoire) (édité en 1993)
- La Menace suspendue. La Vague (vers 1831) de Katsushika Hokusai (Edo, 1760-1849) [Musée Guimet et Bibliothèque Nationale de France, Paris] (1999), 30 min, 10 février 2001 (Arte) (édité en janvier 2001)
- Le Retable des Ardents. Retable d'Issenheim (vers 1510 - 1516) de Mathis Nithart Gothard dit Grünewald (vers 1470 - 80 - vers 1528 - 32). Musée Unterlinden, Colmar (1999), 32 min, 25 juin 1999 (Arte) (édité en 2000)
- Harmonies sauvages. Arearea (1892) de Paul Gauguin (Paris, 1848 - Atuona, 1903). Musée d'Orsay, Paris (2003), 30 min 7 s, 30 décembre 2003 (Arte)
- Le Regard captif. Le Bain turc (1862 - 1863) de Dominique Ingres (Montauban, 1780 - Paris, 1867). Musée du Louvre, Paris (1991), 29 min, 17 mai 1991, 15 janvier 1999 (Arte) et 22 août 2000 (Histoire) (édité en 1992)
- Figures de l'invisible « Jaune - Rouge - Bleu » de Kandinsky (1994), 25 min, 27 novembre 1994 (Arte) (édité en 1995)
- Yves Klein. Anthropométrie de l'époque bleue (1996), 30 min, 6 février 1997 (Arte) (édité en 1997)
- Ten Lizes de Andy Warhol (1963) 30 min 1997 la sept Arte (édité en 1999)
- Georges de La Tour « Le Tricheur à l'as de carreau » (1992), 30 min, 18 juin 1989 (La Sept), 11 avril 1996 (Arte) et 23 août 2000 (Histoire) (édité en 1992)
- Cérémonies secrètes : grande peinture de la villa des Mystères : 70 avant notre ère. Pompéi, Italie (2002), 29 min 40 s (Coprod. Arte France / RMN / CNRS Images/Média / S.A. di Pompei / Palette Production) 13 juillet 2002 (Arte)
- Lascaux, préhistoire de l'art. Montignac, Dordogne, vers 18 000 ans avant le présent (1996), 60 min, 22 février 1997 (Arte) (édité en 1996)
- Claude Gellée dit Le Lorrain. Port de mer au soleil couchant (1989), 30 min, 10 janvier 1990 (La Sept), 28 mars 1996 (Arte) et 13 août 2000 (Histoire) (édité en 1992)
- Le Modèle au chat noir. Olympia (1863) d'Édouard Manet (Paris, 1832 - 1883). Musée d'Orsay, Paris (1998), 28 min, 8 janvier 1999 (Arte) (édité en 2000)
- À vif ans la couleur. La Tristesse du roi (1952) d'Henri Matisse (1869 - 1954). Musée national d'art moderne Centre Georges-Pompidou (1995), 31 min, 13 juin 1995, 5 mars 1999 (Arte) et 29 août 2000 (Histoire) (édité en 1995)
- La Couleur de l'instant. « La série des bassins aux nymphéas » de Monet (1991), 30 min, 8 février 1996 (Arte) et 8 août 2000 (Histoire) (édité en 1992)
- Les Jardins du paradis. Khamseh ou « les cinq livres » de Nizami, XIe siècle. Manuscrit persan. Ispahan (1619-1624). Bibliothèque nationale de France (1997), 29 min, 5 février 1999 (Arte)
- les Couleurs de la Passion « Crucifixion » de Pablo Picasso
- Le Rêve de la diagonale. La Flagellation du Christ de Piero della Francesca (Borgo Sansepolcro, vers 1420 - 1492). Galleria nazionale delle Marche, Urbino (1993), 60 min, 3 avril 1999 (Arte) (édité en 1994)
- Admirable tremblement du temps. Nicolas Poussin (Les Andelys, 1594 - Rome, 1665). Les quatre saisons (1660 -1664). Musée du Louvre, Paris (1992), 30 min, 2 octobre 1994, 26 février 1999 (Arte) et 19 août 2000 (Histoire) (édité en 1992)
- Portrait de l'ami en homme de cour. Portrait de Balthazar Castiglione (vers 1514 - 1515) de Raphaël (1483 - 1520) (1994), 30 min, 30 octobre 1994, 9 avril 1999 (Arte) et 28 août 2000 (Histoire) (édité en 1995)
- Le Miroir des paradoxes. « Autoportraits » de Rembrandt van Rijn (1606 - 1669) (1989), 30 min, 9 janvier 1994 (Arte) et 21 août 2000 (Histoire) (édité en 1992)
- Pierre Auguste Renoir « Le Bal du moulin de la Galette » (1996), 30 min, 24 avril 1997 (Arte)
- Portraits d'Hélène Fourment de Rubens (1995), 30 min, 7 mars 1996 (Arte) et 31 août 2000 (Histoire) (édité en 1996)
- La Beauté du désastre : Le Radeau de la Méduse (1819) de Théodore Géricault (Rouen, 1791 - Paris, 1824). Musée du Louvre, Paris (2002), 29 min 20 s, (Coprod. Arte France/Musée du Louvre/Palette Production) 6 juillet 2002 (Arte)
- Sassetta, polyptyque pour San Francesco à Borgo Sansepolcro (1990), 30 min, 14 mars 1996 (Arte) et 15 août 2000 (Histoire) (édité en 1992)
- L'Utopie orange vert pourpre - Un dimanche à la Grande Jatte (1884) Georges Seurat (Paris, 1859 - 1891). [The Art Institute Helen Birch Barlett Memorial Collection] (1991), 30 min, 26 mars 1999 (Arte) et 16 août 2000 (Histoire) (édité en 1992)
- L'Unique trait de pinceau. Le mont Jingting en automne (1671), de Zhu Ruoji dit Shitao (Guilin, 1642 - Yangzhou, 1707) [Musée national des arts asiatiques Guimet, Paris] (2000), 30 min, 17 février 2001 (Arte) (édité en janvier 2001)
- Un souvenir d'Arcadie. Le Concert champêtre (vers 1510) de Tiziano Vecellio dit Titien (Pieve di Cadore, vers 1488 - Venise, 1576). Musée du Louvre, Paris (1994), 31 min, 9 octobre 1994, 22 janvier 1999 (Arte) et 26 août 2000 (Histoire) (édité en 1994)
- Une légende fin de siècle. Décoration pour la baraque de la Goulue (1895) d'Henri de Toulouse-Lautrec (Albi, 1864 - Malromé, 1901). Musée d'Orsay, Paris (1992), 30 min, 13 novembre 1994, 12 mars 1999 (Arte) et 14 août 2000 (Histoire) (édité en 1992)
- Vacarmes en Toscane. Paoli di Dono, dit Paolo Uccello (Florence, vers 1397 - 1475). La Bataille de San Romano (vers 1435 - 1440). National Gallery, Londres ; Galerie des Offices, Florence ; Musée du Louvre, Paris (1999) ; 30 min, 2 avril 1999 (Arte) (édité en 2001)
- la Haute Note jaune. La Chambre à Arles (1888 - 1889) de Vincent van Gogh (Groote Zundert, 1853 - Auvers, 1890). Ryskmuseum Vincent Van Gogh, Amsterdam ; The Art Institute, Chicago ; Musée d'Orsay, Paris (1993) 32 (1483 - 1520) (1994), 30 min, 30 octobre 1994, 9 avril 1999 (Arte) et 28 août 2000 (Histoire) (édité en 1995)
- Miracle dans la loggia. La Vierge au chancelier Rolin (vers 1435) de Jan van Eyck (Bruges, vers 1376 - 1441) (1989), 25 min, 5 mars 1993 et 9 octobre 1998 (Arte) (édité en 1992)
- Le Grain de Lumière. L'Astronome (1668) de Johannes Vermeer (Delft - 1632 - 1675) Musée du Louvre Paris
- Les secrets de la fête galante. Le Pèlerinage à l'île de Cythère (1717) d'Antoine Watteau (Valenciennes, 1684 - Nogent, 1721). Musée du Louvre Paris (1995).

## Détail du coffret DVD
1. Lascaux : Lascaux, préhistoire de l'art - La nuit des temps
2. Peindre dans l'Antiquité : Euphronios - Pompéi - Fayoum
3. Naissance de la perspective : Sassetta - Uccello - Piero della Francesca
4. Mystères sacrés : Van Eyck - Grünewald - Le Caravage - Véronèse
5. Le Temps des Titans : De Vinci - Titien - Raphaël
6. Le Siècle d'or des Pays Bas : Rubens - Rembrandt - Vermeer
7. Le Grand Siècle français : La Tour - Le Lorrain - Poussin
8. Le Siècle des Lumières : Watteau - Chardin - Fragonard
9. L'Image en Orient : Shitao - Hokusai - Miniatures persanes
10. Autour de 1800 : David - Géricault - Goya
11. Du romantisme au réalisme : Delacroix - Ingres - Courbet
12. Naissance de l'impressionnisme : Manet - Renoir - Monet
13. Après l'impressionnisme : Seurat - Lautrec - Vuillard
14. La Révolution Cézanne : Gauguin - Van Gogh - Cézanne
15. Les Grands Modernes : Picasso - Bonnard - Matisse
16. De Duchamp au Pop Art : Duchamp - Klein - Warhol
17. Les Inédits : Bacon - La Dame à la licorne - Kandinsky
18. Palettes les compléments : Palettes, une histoire - Clin d'œil - Livret 48 pages

Disponibilité de certains chapitres par téléchargement sur ITunes :
- La Renaissance et le Baroque,
- La peinture française des XVIIe et XVIIIe siècles
- Autour de 1800,
- Autour de l'Impressionnisme,
- Les Grands Maîtres des XIVe et XVe siècles
- Les Modernes.

## Distinctions
- 1994 : Prix Max-Pol Fouchet - Scam, Paris (France)[2]